# Nedžad Branković
Nedžad Branković (* 28. Dezember 1962 in Višegrad) ist der ehemalige Ministerpräsident der Föderation Bosnien und Herzegowina, einer von zwei Entitäten von Bosnien und Herzegowina.

## Leben
Nedžad Branković wuchs in Višegrad (Ostbosnien) auf und erlangte dort 1980 seinen Schulabschluss. Bis 1987 studierte er in Sarajevo an der Fakultät für Bauwesen. Im Bosnienkrieg war Branković zwischen 1992 und 1993 Mitglied der bosnischen Regierungstruppen. Von 1993 bis 1998 bekleidete er bei der staatlichen Eisenbahn der Föderation Bosnien und Herzegowina den Posten des Generaldirektors. In der Folge war Branković bei Energoinvest tätig, bevor er 2003 zum Minister für Verkehr und Kommunikation der Föderation ernannt wurde. Am 14. Dezember 2006 verteidigte Branković seine Doktorarbeit an der Fakultät für Verkehr und Kommunikation der Universität Sarajevo erfolgreich.
Nedžad Branković ist verheiratet und hat zwei Kinder.

## Politisches Engagement
Branković ist seit 1990 politisch engagiert und heute Mitglied des Vorstandes und des Vorsitzes der Partei der demokratischen Aktion (SDA). Am 27. Mai 2009 gab er seinen Rücktritt vom Amt des Ministerpräsidenten bekannt. Sein Nachfolger wurde Mustafa Mujezinović, ebenfalls von der SDA.